# Бруно III фон Мансфелд
Бруно III фон Мансфелд-Борнщет (на немски: Bruno III (II) von Mansfeld-Bornstedt) е граф и господар на Мансфелд-Фордерорт-Борнщет, рицар на Малтийския орден, офицер и главен ловен майстор на служба при Хабсбургите.

## Биография
Роден е на 18 септември 1576 година. Той е четвъртият син на граф Бруно I (II) фон Мансфелд-Фордерорт-Борнщет (* 17 ноември 1545; † 14 април 1615 в Борнщет) и съпругата му графиня Кристина фон Барби-Мюлинген (* февруари 1551; † 9 април 1605), дъщеря на граф Волфганг I фон Барби-Мюлинген (1502 – 1565) и Агнес фон Мансфелд (1511 – 1558), дъщеря на Гебхард VII фон Мансфелд-Мителорт. Брат е на Волфганг (1575 – 1638) и Филип (1589 – 1657), които по-късно влизат на императорска служба, и на Анна фон Мансфелд (1580 – 1620), омъжена 1598 г. в Борнщет за граф Ернст II фон Золмс-Лих-Хоензолмс (1563 – 1619).
След смъртта на баща му през 1615 г. той става заедно с братята си управляващ граф на линията Мансфелд-Фордерорт-Борнщет. Бруно става ок. 1600 г. католик, става малтийски рицар. Той влиза във войската и участва през ноември 1603 г. успешно в боевете против турците в Унгария. Издигнат е на военен съветник. През май 1607 г. е кемерер при ерхерцог Матиас. През 1608 г. по заповед на императора той е арестуван в Регенсбург и закаран в Прага. Скоро е освободен и се връща обратно в двора на Матиас, от който получава често политически задачи.
През 1615 г. той става трабантен-хауптман, оберстщалмайстер и оберст-ловен-майстер и служи при императорите Фердинанд II, Фердинанд III и Матиас.
Умира на 16 септември 1644 година във Виена на 67-годишна възраст.

## Фамилия
Първи брак: през 1608 г. с Мария Манрике де Лара и Мандоза (* пр. 1570, Виена; † пр. 20 юли 1636), вдовица на Йохан V фон Пернщайн (1561 – 1597), дъщеря на Жуан Манрике де Лара (* ок. 1520; † 21 юни 1570) и Доротея Колона. Те имат една дъщеря:
- Мария Анна Франциска фон Мансфелд († 8 септември 1654, Виена), омъжена на 17 януари 1627 г. във Виена за императорския оберщалмайстер граф Георг Ахац II фон Лозенщайн-Гшвент (* 1597; † 25 ноември 1653, Регенсбург)

Втори брак: на 13/20 юли 1636 г. във Виена с Мария Магдалена фон Тьоринг-Зеефелд (* 1616; † между 1 януари и 10 април 1668), дъщеря на Фердинанд I фон Тьоринг-Зеефелд, фрайхер цу Зеефелд (* 1583; † 8 април 1622) и графиня Рената фон Шварценберг-Хоенландсберг (* 5 септември 1589; † 16 ноември 1639). Те имат трима сина:
- Франц Бруно (умира рано)
- Франц Максимилиан (* 22 ноември 1639; † 12 септември 1692), обер-хофмайстер на императрицата, женен на 25 ноември 1663 г. за графиня Мария Анна Елизабет фон Харах-Рорау (* 1636; † 9 февруари 1698)
- Хайнрих Франц I (* 21 ноември 1640; † 8 юни 1715, Виена), граф на Мансфелд в Хелдрунген, имперски княз и княз на Фонди, оберхоф- и генерал-фелдмаршал, женен I. 1679 г. за Мария Луиза д' Аспремон (* 1652; † 23 октомври 1692, Мадрид), II. на 16 ноември 1693 г. за графиня Мария Франциска фон Аурешперг (* 1664; † 5 септември 1739)